# Драгослав Шекуларац
Драгослав Шекуларац – Шеки (на сръбски: Драгослав Шекуларац – Шеки или Dragoslav Šekularac – Šeki) е югославски футболист (атакуващ полузащитник) и футболен треньор.

## Биография
Роден е на 30 ноември 1937 година в Щип, Кралство Югославия.
Умира на 5 януари 2019 година в Белград, Република Сърбия.

## Успехи

### Като играч
клубни
- за „Цървена звезда“ (Белград)
  - шампион на Югославия (5): 1955-56, 1956-57, 1958-59, 1959-60, 1963-64
  - носител на Купата на Югославия (3): 1957-58, 1958-59, 1963-64

- за „Индепендиенте“ (Санта Фе)
  - шампион на Колумбия (1): 1971
  - носител на купа „Симон Боливар“ (1): 1970

международни
- за Югославия
  - олимпийски вицешампион (1): 1956
  - европейски вицешампион (1): 1960
  - 4-ти в класацията за „Златната топка“ на сп. „Франс футбол“: 1962

### Като треньор
- за „Цървена звезда“ (Белград)
  - шампион на Югославия (1): 1990
  - носител на Купата на Югославия (1): 1990

- за „Хейдълбърг Юнайтед“
  - носител на NSL Cup на Австралия (1): 1992-93

- за „Сърбиън Уайт Ийгълз“
  - шампион на Канадската лига (1): 2006
  - полуфиналист в Канадската лига (1): 2006